# Sportovní areál Soukeník
Sportovní areál Soukeník je fotbalový stadion, který se nachází v jihočeském městě Sezimovo Ústí. Spravuje jej český klub FC Silon Táborsko, který ho využívá pro výchovu mládeže.

## Popis
Své domácí zápasy zde několik let hrával fotbalový klub FC Silon Táborsko, dříve zde hrával místní klub FK Spartak MAS Sezimovo Ústí. Od vystavení stadionu v Kvapilově ulici se Táborsko přesunulo na nový stadion a Soukeník využívá pro tréninky a výchovu mládeže.
Maximální kapacita stadionu činí 1 550 sedících diváků. Stadion je bez umělého osvětlení.